# Парни и куколки
«Парни и куколки» (англ. Guys and Dolls) — мюзикл, созданный Фрэнком Лессером на либретто Джо Сверлинга и Эйба Барроуза. Основой для сюжета послужили два рассказа Дэймона Руньона: «Идиллия мисс Сары Браун» (англ. The Idyll of Miss Sarah Brown), опубликованный в 1933 году, и «Кровяное давление» (Blood Pressure). Также в мюзикле присутствуют персонажи других рассказов Руньона, в частности, «Выберите победителя» (Pick the Winner). Премьера «Парней и куколок» состоялась на Бродвее в 1950 году, спектакль пользовался большим успехом и завоевал премию «Тони» за лучший мюзикл. Различные варианты мюзикла ставились на Бродвее в 1976 и 1992 годах, а также в других театрах США.
В 1955 году был снят одноимённый фильм. Главные роли исполнили Марлон Брандо, Джин Симмонс, Фрэнк Синатра и Вивиан Блейн.

## Постановка
Премьера мюзикла состоялась 24 ноября 1950 года. Над первоначальной версией работали режиссёр Джордж Кауфман, дизайнер костюмов Элвин Кольт, танцы и музыкальные номера были поставлены Майклом Киддом. Главные роли исполняли Роберт Алда, Сэм Левин, Изабелла Бигли и Вивиан Блейн. «Парни и куколки» выдержали более тысячи представлений, впоследствии Decca Records выпустила запись мюзикла на виниле.

## Сюжет
Действие происходит в Нью-Йорке в начале XX века. Трое азартных игроков, Найсли Джонсон (англ. Nicely-Nicely Johnson), Бенни Саутстрит (Benny Southstreet) и Чарли (Rusty Charlie), обсуждают завтрашние скачки и спорят, какая лошадь имеет наивысшие шансы на победу. Мимо проходят члены местной организации «Миссии по спасению душ», похожей на Армию спасения (их иерархия напоминает армейскую). Лидер организации — привлекательный сержант Сара Браун (Sarah Brown), читает прохожим горячую проповедь, призывая отказаться от пьянства, лжи и в особенности азартных игр, а также приглашая на встречу «Миссии» в ближайшее воскресенье. Проповедь не привлекает внимания, и миссионеры печально удаляются.
Найсли и Бенни встречают Гарри по прозвищу «Лошадь», который хочет узнать, где проводится игра в кости. Игры организует Найсли и работодатель Бенни, Нейтан Детройт (Nathan Detroit). Все трое сталкиваются с лейтенантом Бранниганом (англ. Lt. Brannigan), но прибывает Нейтан Детройт и ловко избавляется от Браннигана. Нейтан жалуется своим помощникам, что в городе много крупных игроков, поэтому необходимо найти хорошее место, где можно было бы провести игру в кости, но из-за чрезмерной активности Браннигана удалось найти лишь одно подходящее место — гараж в отеле «Балтимор». Однако владелец гаража требует в залог 1000 $, а у Нейтана такой суммы нет.
Найсли предлагает попытать счастья у Ская Мастерсона (Sky Masterson), готового держать пари практически на что угодно. Нейтан знает, что Скай не даст ему денег взаймы, но будет готов заключить какое-нибудь пари на эту сумму. Нейтан пытается придумать пари, которое он не сможет проиграть. Появляется его невеста мисс Аделаида и вручает подарок — пояс на четырнадцатилетнюю годовщину их затянувшейся помолвки. Тот факт, что Аделаида и Нейтан никак не могут пожениться, вызвал у Аделаиды простуду на нервной почве.
Между тем, Скай Мастерсон собирается на Кубу. Он хвастается Нейтану, что может взять с собой любую женщину, которую бы он только ни захотел. Тогда Нейтан предлагает пари: Скай уговорит любую женщину на выбор Нейтана ехать с ним на Кубу. Скай соглашается, и тогда Нейтан выбирает Сару Браун из «Миссии по спасению душ».

## Список песен
| Акт I - «Overture» (оркестр) - «Runyonland» (оркестр) - «Fugue for Tinhorns» (Найсли, Бенни, Чарли) - «Follow the Fold» (Сара и «Миссия по спасению душ») - «The Oldest Established» (Нейтан, Найсли, Бенни и др.) - «I’ll Know» (Сара, Скай) - «A Bushel and a Peck» (мисс Аделаида и девушки) - «Adelaide's Lament» (мисс Аделаида) - «Guys and Dolls» (Найсли, Бенни) - «Havana» (оркестр) - «If I Were a Bell» (Сара) - «My Time of Day/I’ve Never Been in Love Before» (Сара, Скай) | Акт II - «Take Back Your Mink» (мисс Аделаида и девушки) - «Adelaide’s Second Lament» (мисс Аделаида) - «More I Cannot Wish You» (Абернати) - «The Crapshooters Dance» (оркестр) - «Luck Be a Lady» (Скай и др.) - «Sue Me» (мисс Аделаида, Нейтан) - «Sit Down, You're Rockin' the Boat» (Найсли и др.) - «Marry the Man Today» (мисс Аделаида, Сара) - «Happy Ending/Guys and Dolls (Reprise)» (все) |